# Danutė Mileikienė
Danutė Mileikienė (* 7. Februar 1948 in Pabiržulis bei Telšiai) ist eine litauische konservative Politikerin, ehemalige Bürgermeisterin.

## Leben
Nach dem Abitur an der Mittelschule absolvierte sie 1971 das Diplomstudium an der Fakultät für Physik und Mathematik am Šiaulių pedagoginis institutas in Šiauliai und wurde Lehrerin.
Von 1995 bis 1997 war sie Bürgermeisterin der Rajongemeinde Telšiai und von 1997 bis 1999 Vorsteherin von Bezirk Telšiai. Von 1999 bis 2000 arbeitete sie am Rechtsdepartament am Landwirtschaftsministerium Litauens. Von 2000 bis 2004 war sie Gehilfin von Gediminas Vagnorius.
Ab 1993 war sie Mitglied von Tėvynės sąjunga - Lietuvos krikščionys demokratai und ab 2000 Nuosaikiųjų konservatorių sąjunga, ab 2003  Krikščionių konservatorių socialinė sąjunga.